# Otaria et Lamantine
Pour l’article homonyme, voir Otarie à crinière.
Otaria (パウワウ, Pawou, dans les versions originales en japonais)  et son évolution Lamantine (ジュゴン, Jugong) sont deux espèces de Pokémon de première génération.

## Création

### Conception graphique
Nintendo et Game Freak n'ont pas évoqué les sources d'inspiration de ces Pokémon. Néanmoins, certains fans avancent qu'ils pourraient être basés sur l'apparence d'un phoque. Plus précisément, Lamantine aurait l'apparence d'un lamantin.

### Étymologie
Le nom d'Otaria est issu du mot « otarie », à laquelle il ressemble. En anglais, son nom est un homonyme du mot « seal », signifiant phoque. Celui de Lamantine est issu du mot « lamantin »

## Description
Dans les jeux vidéo, Lamantine est l'évolution d'Otaria au niveau 34.

### Otaria
Otaria est un Pokémon de type eau. Otaria est un Pokémon ressemblant à une otarie. Il vit en eau froide et se sert de la corne sur sa tête pour percer la glace en surface. Le pokédex le décrit capable de marcher sur la terre ferme mais préférant les eaux froides, comme les otaries et les phoques. Il est protégé du froid de l'air ou de l'eau par son épaisse fourrure bleue-blanche et son Isograisse hypodermique.

### Lamantine
Lamantine est un pokémon ressemblant à un gros phoque plus qu'un lamantin. Il vit en eau froide et peut nager à 8 nœuds. Le pokédex le décrit capable de marcher sur la terre ferme mais préférant les eaux froides, comme les otaries et les phoques. Il est protégé du froid de l'air ou de l'eau par son épaisse fourrure bleue-blanche et son Isograisse hypodermique. Plus l'eau est froide plus ils sont heureux.

## Apparitions

### Dans les jeux
Otaria et Lamantine apparaissent dans la série de jeux vidéo Pokémon. D'abord en japonais, puis traduits en plusieurs autres langues, ces jeux ont été vendus à près de 200 millions d'exemplaires à travers le monde.

### Série télévisée et films
Otaria apparait pour la première fois à côté d'une piscine. Il ne se bat pas.
La série télévisée Pokémon ainsi que les films sont des aventures séparées de la plupart des autres versions de Pokémon et mettent en scène Sacha en tant que personnage principal. Sacha et ses compagnons voyagent à travers le monde Pokémon en combattant d'autres dresseurs Pokémon.